# 开普勒4
开普勒4，是一颗位于天龙座的G5V型類太陽恆星，距离地球约1631光年。這顆恆星是由开普勒太空望远镜發現的。於2010年，开普勒太空望远镜发现开普勒4擁有一颗非常接近母星的行星，开普勒4b。美國航空航天局於2010年1月4日公佈這個發現。开普勒4b是开普勒太空望远镜發現的首五個系外行星之一，亦是其中體積和質量最小的行星。

## 命名和歷史

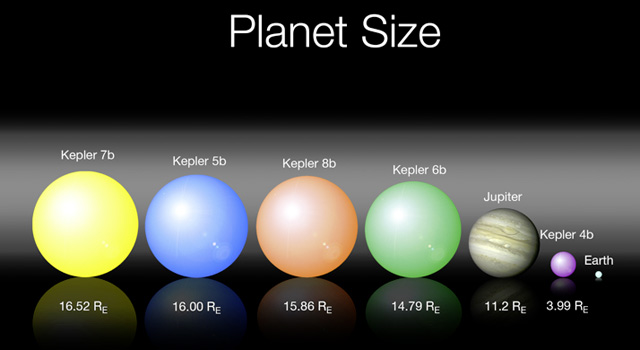
开普勒太空望远镜發現的首五個系外行星的大小比較，其中开普勒4b為紫色球體。

开普勒4是开普勒太空望远镜發現的第四顆恆星，因此得名「开普勒4」。而因為前三個被开普勒太空望远镜發現的恆星皆早已被其他天文學家發現，因此开普勒4其實是首個被开普勒太空望远镜首次發現的恆星。美國航空航天局於2010年1月4日在華盛頓哥倫比亞特區美國天文學會第215次會議宣佈他們發現了开普勒4、开普勒5、开普勒6、开普勒7和开普勒8。在被公佈的行星中，大部份行星的規模皆與木星相若，唯獨是开普勒4b的規模僅與海王星相若，是被公佈行星中規模最小的一個。开普勒太空望远镜發現开普勒4b一事證實了开普勒太空望远镜的實用性高。
德克薩斯州大學奧斯汀分校的天文學家們透過使用位於美國德克薩斯州戴維斯堡麦克唐纳天文台的哈伦·J·史密斯望远镜，確認了开普勒4b的存在。天文學家們亦使用了位於夏威夷、加利福尼亞州、亞利桑那州和加那利群島的望远镜來確認這個發現。

## 恆星狀況
开普勒4是一顆類太陽恆星，其恆星光譜分類為G0。其質量為太陽質量的1.223倍，而半徑則為太陽半徑的1.487倍。這代表开普勒7比太陽重22%，並且比太陽闊48%。這顆星的表面重力為4.6527 ± 0.0017 cgs。這顆星的估計年齡為45 ± 15 億年。這顆星的估計金屬量為[Fe/H] = 17 ± 0.06，比太陽的金屬豐度多48%。而有效溫度則為5857 ± 120 K。相比而言，太陽的年齡為45.7億年，有效溫度僅為5778 K，金屬量為[Fe/H] = 0.0122。
开普勒4的視星等為12.7，代表人類肉眼是看不見這顆星的，必須以望遠鏡觀測。這顆聯星估計距離地球1631光年（550秒差距）。

## 行星系統

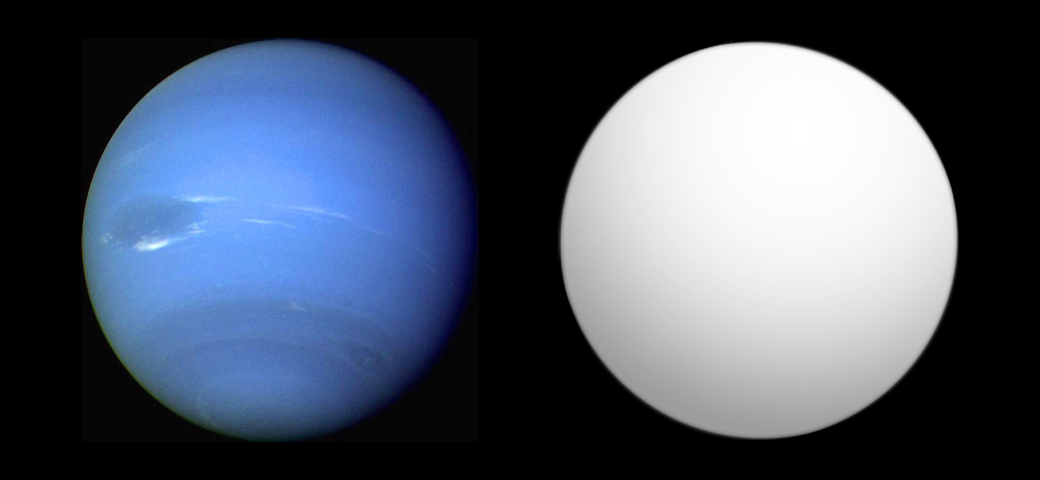
开普勒4b（右）與海王星（左）的大小比較

开普勒4至今已知只有一個行星，开普勒4b。該行星是於2010年1月4日被發現的，其規模與海王星相若，質量為木星質量的0.077倍，半徑為木星半徑的0.357倍。其半長軸長0.045 AU，軌道周期為3.214天。這個距離為水星半長軸的12%（水星的半長軸長0.39 AU）。這顯示开普勒4b是一個熱海王星。开普勒4b的軌道離心率被假設為0，但後來的測量顯示其軌道離心率為0.25 ± 0.12。其表面溫度達1650 K，比海王星的表面溫度（72 K）要高得多。
| 成員 (依恆星距離) | 质量     | 半長軸 (AU) | 轨道周期 (天) | 離心率      | 傾角   | 半径     |
| ----------------- | -------- | ----------- | ------------- | ----------- | ------ | -------- |
| b                 | 0.077 MJ | 0.04558     | 3.2135        | 0.25 ± 0.12 | 89.76° | 0.357 RJ |